# Jixian
Der Kreis Jixian (chinesisch 集賢縣 / 集贤县, Pinyin Jíxián Xiàn) ist ein Kreis der bezirksfreien Stadt Shuangyashan in der nordostchinesischen Provinz Heilongjiang. Er hat eine Fläche von 2.860 km² und zählt 320.000 Einwohner (2004). Sein Hauptort ist die Großgemeinde Fuli (福利镇).

## Administrative Gliederung
Auf Gemeindeebene setzt sich der Kreis aus fünf Großgemeinden und drei Gemeinden zusammen. 